# Juvêncio Gomes
Juvêncio Gomes (Bubaque, 8 de Fevereiro de 1944 - Bissau, 16 de Março de 2016) é um guineense que foi membro do PAIGC e Presidente da Câmara de Bissau.
Muito jovem segue para Bissau onde manteve contatos com o Rafael Barbosa que o incentiva a ingressar as fileiras do PAIGC na luta para a libertação nacional.
Seguiu para a luta onde foi Comissário Político nas localidades como Quitafine, entre outros.
Em 1974, após reconhecimento por Portugal da independência da Guiné-Bissau, foi escolhido para chefiar a missão que faria a transição do poder colonial para os libertadores. Assim, recebe das mãos do então governador aquela que seria a jovem Guiné-Bissau.
Uma vez concluído o processo de transição, seria assim investido Presidente da Câmara de Bissau, funções que assumiu concomitantemente com a de Vice-Presidente da Assembleia Nacional Popular até 14 Novembro de 1980, aquando do golpe militar.
Hoje na reforma após desempenhar várias funções no estado guineense, viveu tranquilamente com a sua esposa, a Srª Iva Helena Carvalho Silva Gomes, no seu lar em Bissau. Faleceu em Bissau no dia 16 de março 2016.